# フォリン酸

Levofolinic acid

フォリン酸(フォリンさん、英: folinic acid、国際一般名: folinic acid)は、ふつうカルシウム塩またはナトリウム塩として、メトトレキサートを含む癌化学療法の際に投与される。
また、フォリン酸はチミジル酸シンターゼ阻害薬としてのフルオロウラシル（5-FU）の作用を増強する効果もある。
生物学的に活性があるのはL体のみであり、レボフォリン酸という場合には全ての分子がL体であるものを指す。
フォリン酸は1948年にシトロボラム因子として発見され、現在でもその名称で呼ばれることがある。
フォリン酸(folinic acid)は、英語圏では時に葉酸(folic acid)と混同されることがある。フォリン酸（N5-Formyl-THF=5-ホルミルテトラヒドロ葉酸）は、体内で容易に代謝されて葉酸の活性型であるN5,N10メチレンテトラヒドロ葉酸となる。
フォリン酸は、世界保健機構が定めた必須医薬品リストであるWHO必須医薬品モデル・リストにも含まれている。

## シトロボラム因子としての発見
1948年に、SauberlichとBaumannは、細菌Leuconostoc citrovorumの培養に必要な因子として「シトロボラム因子」を発見した。
当初はこの分子の構造は不明であったが、実験的には葉酸がアスコルビン酸存在下で肝細胞により代謝された産物として報告された。
また、このシトロボラム因子合成系に蟻酸ナトリウムを加えると、上清中のシトロボラム因子活性が上昇することが発見された。
今日では、これは5-ホルミル誘導体の収量が増加するためであるとして理解されている。
この処理によりシトロボラム因子の大量生産が可能となり、その構造が5-ホルミルテトラヒドロ葉酸であることが同定されるに至った。

## フォリン酸救援療法
メトトレキサートはジヒドロ葉酸レダクターゼ阻害薬である。すなわち、ジヒドロ葉酸がテトラヒドロ葉酸に還元されることを妨げることにより、核酸合成のde novo経路を阻害し、細胞の増殖を抑止するものである。フォリン酸救援療法とは、ある種の腫瘍に対してメトトレキサートを大量に投与する一方で少量のフォリン酸を投与すると、正常細胞はフォリン酸の作用によりメトトレキサートから「救援」され、腫瘍細胞が選択的に傷害されるというものである。
フォリン酸はテトラヒドロ葉酸の5-ホルミル誘導体である。フォリン酸は体内で容易にテトラヒドロ葉酸に代謝され、葉酸と同程度にビタミンとしての活性を発揮する。フォリン酸救援療法は、フォリン酸はジヒドロ葉酸レダクターゼの作用を受けずに活性化することから、古典的には、フォリン酸が葉酸の代わりに補酵素として用いられることがフォリン酸救援療法の基礎であると考えられていた。
しかし1980年代に、フォリン酸はメトトレキサートによるジヒドロ葉酸レダクターゼの阻害を解除することが報告された。詳細な機序は不明であるが、メトトレキサートやジヒドロ葉酸がポリグルタミル化されている場合にはフォリン酸による救援が行われないことが知られている。正常な細胞ではポリグルタミル化はあまり行われていないが、一部の腫瘍細胞では顕著なポリグルタミル化が行われており、このことがフォリン酸救援療法の基礎であると考えられるようになった。
臨床的には、メトトレキサート投与後に適切な間隔をあけてからフォリン酸が投与される。これにより骨髄や消化管粘膜上皮細胞がメトトレキサートの毒性から「救援」されることを期待するものである。メトトレキサートによる既存の腎傷害に対しては救援効果がないことが報告されている。
フォリン酸は厳密にはメトトレキサートの解毒剤とはいえないが、メトトレキサートの過剰投与に対する治療としては有効である。投与プロトコルは複数提唱されているが、いずれにせよメトトレキサートの血中濃度が5 x 10−8 M以下になるまでフォリン酸を反復投与する必要がある。
フォリン酸は経口的に投与することも、静脈内投与または筋内投与することもできる。

## その他の用法
フォリン酸は大腸癌の治療に際して5-FUと共に投与されることがある。この場合、フォリン酸は「救援」ではなく5-FUによるチミジル酸シンターゼ阻害作用を増強する目的で用いられる。すなわち、フォリン酸は5-FUおよびチミジル酸シンターゼと三元複合体を作ることで安定化する。
また、フォリン酸はジヒドロ葉酸レダクターゼを阻害する抗生物質を高用量で投与する際に毒性を緩和する目的で使用されることがある。こうした抗生物質にはトリメトプリムやピリメタミンが該当する。たとえばトキソプラズマ症に際してピリメタミンやスルファジアジンと共に投与される。また、後天性免疫不全症候群でしばしばみられるニューモシスチス肺炎に対してST合剤が用いられるが、フォリン酸は、その作用を減弱させる。

関節リウマチに対するメトトレキサート療法の副作用を軽減する目的で用いられることもある。フォリン酸で軽減される副作用としては、悪心、腹痛、肝細胞障害、口腔内の痛みがある。
フォリン酸にはD体とL体の光学異性体があるが、薬理学的に活性を有するのは後者のみである。従って米国FDAは2008年にレボロイコボリンを承認した。
フォリン酸はダウン症候群治療薬として検討されたこともあるが、特に効果は認められなかった。
MTHFR遺伝子にある種の多型を有する人について、不安障害や抑鬱に対するフォリン酸の効果を調べた報告もある。

## 副作用
フォリン酸を髄腔内投与してはならない。なぜならば、深刻な有害作用を生じ、死に至ることもあるからである。またフォリン酸は胎児の免疫系を弱体化させる恐れがあるため、妊婦に投与してはならない。
また、過敏症やアナフィラキシーを来すことがある。